# New York Knicks 2015-2016
La stagione 2015-16 dei New York Knicks fu la 70ª nella NBA per la franchigia. I New York Knicks arrivarono tredicesimi nella Atlantic Division con un record di 32-50, non qualificandosi per i play-off.

## Scelta draft
| Giro | Chiamata | Giocatore             | Ruolo | Nazionalità | College/Club        |
| ---- | -------- | --------------------- | ----- | ----------- | ------------------- |
| 1    | 4        | Kristaps Porziņģis    | C     | Lettonia    | Siviglia (Spagna)   |
| 1    | 19       | Jerian Grant          | G     | Stati Uniti | Notre Dame F. Irish |
| 1    | 35       | Guillermo Hernangómez | C     | Spagna      | Siviglia (Spagna)   |

### Arrivi/partenze
Mercato e scambi avvenuti durante la stagione:
Arrivi
| N° | Naz.                   | Ruolo | Sportivo               | Anno | Alt. | Peso |  |
| -- | ---------------------- | ----- | ---------------------- | ---- | ---- | ---- |  |
| -  | Grecia (bandiera)      | A     | Thanasīs Antetokounmpo | 1992 | 201  | 98   |  |
| -  | Francia (bandiera)     | AC    | Kevin Séraphin         | 1989 | 206  | 125  |  |
| -  | Slovenia (bandiera)    | G     | Saša Vujačić           | 1984 | 201  | 93   |  |
| 4  | Stati Uniti (bandiera) | G     | Arron Afflalo          | 1985 | 196  | 97   |  |
| 8  | Stati Uniti (bandiera) | C     | Robin Lopez            | 1988 | 213  | 116  |  |
| 9  | Stati Uniti (bandiera) | C     | Kyle O'Quinn           | 1990 | 208  | 109  |  |
| 23 | Stati Uniti (bandiera) | A     | Derrick Williams       | 1991 | 203  | 109  |  |

Partenze
| N° | Naz.                   | Ruolo | Sportivo        | Anno | Alt. | Peso |  |
| -- | ---------------------- | ----- | --------------- | ---- | ---- | ---- |  |
| 0  | Stati Uniti (bandiera) | P     | Shane Larkin    | 1992 | 180  | 80   |  |
| 4  | Stati Uniti (bandiera) | A     | Quincy Acy      | 1990 | 201  | 102  |  |
| 5  | Stati Uniti (bandiera) | G     | Tim Hardaway    | 1992 | 198  | 93   |  |
| 11 | Stati Uniti (bandiera) | G     | Ricky Ledo      | 1992 | 201  | 88   |  |
| 45 | Stati Uniti (bandiera) | C     | Cole Aldrich    | 1988 | 211  | 111  |  |
| 77 | Italia (bandiera)      | AC    | Andrea Bargnani | 1985 | 213  | 113  |  |

## Roster
| N° | Naz.                   | Ruolo | Sportivo               | Anno | Alt. | Peso |  |
| -- | ---------------------- | ----- | ---------------------- | ---- | ---- | ---- |  |
| 1  | Francia (bandiera)     | AC    | Kevin Séraphin         | 1989 | 206  | 125  |  |
| 2  | Stati Uniti (bandiera) | P     | Langston Galloway      | 1991 | 188  | 92   |  |
| 3  | Spagna (bandiera)      | P     | José Calderón          | 1981 | 191  | 95   |  |
| 4  | Stati Uniti (bandiera) | G     | Arron Afflalo          | 1985 | 196  | 97   |  |
| 6  | Lettonia (bandiera)    | C     | Kristaps Porziņģis     | 1995 | 216  | 105  |  |
| 7  | Stati Uniti (bandiera) | A     | Carmelo Anthony        | 1984 | 203  | 104  |  |
| 8  | Stati Uniti (bandiera) | C     | Robin Lopez            | 1988 | 213  | 116  |  |
| 9  | Stati Uniti (bandiera) | C     | Kyle O'Quinn           | 1990 | 208  | 109  |  |
| 11 | Stati Uniti (bandiera) | A     | Cleanthony Early       | 1991 | 203  | 99   |  |
| 13 | Stati Uniti (bandiera) | G     | Jerian Grant           | 1992 | 196  | 95   |  |
| 17 | Stati Uniti (bandiera) | A     | Lou Amundson           | 1982 | 206  | 102  |  |
| 18 | Slovenia (bandiera)    | G     | Saša Vujačić           | 1984 | 201  | 93   |  |
| 23 | Stati Uniti (bandiera) | A     | Derrick Williams       | 1991 | 203  | 109  |  |
| 32 | Stati Uniti (bandiera) | G     | Jimmer Fredette        | 1989 | 188  | 88   |  |
| 42 | Stati Uniti (bandiera) | A     | Lance Thomas           | 1988 | 203  | 102  |  |
| 43 | Grecia (bandiera)      | A     | Thanasīs Antetokounmpo | 1992 | 201  | 98   |  |

## Staff tecnico
- Allenatori: Derek Fisher (23-31) (fino all'8 febbraio)[3], Kurt Rambis (9-19)
- Vice-allenatori: Kurt Rambis (fino all'8 febbraio), Jim Cleamons, Brian Keefe, Rasheed Hazzard
- Vice-allenatore per lo sviluppo dei giocatori: Joshua Longstaff
- Preparatore atletico: Roger Hinds
- Assistente preparatore: Anthony Goenaga

## Preseason

### NBA Summer League
| Arbitri: | Tweety Carter Eddie Viator C.J. Washington |

|                           |          |                |
| Anderson 23               | Punti    | 18 Early       |
| Scott 3                   | Assist   | 3 Early, Grant |
| Lalanne, Scott, Simmons 6 | Rimbalzi | 10 Wear        |

| Arbitri: | Nick Buchert Aaron Smith Ray Acosta |

|                    |          |                 |
| Early, Galloway 13 | Punti    | 20 Brown        |
| Grant 8            | Assist   | 2 Randle        |
| Early, Galloway 9  | Rimbalzi | 6 Randle, Nance |

| Arbitri: | Kevin Cutler Charles Watson Josue Nieves |

|             |          |                              |
| Wilbekin 26 | Punti    | 23 Ndour                     |
| McConnell 5 | Assist   | 3 Early, Porziņģis, Galloway |
| Kazemi 8    | Rimbalzi | 6 Ndour                      |

#### 2º turno
| Arbitri: | Sir Allen Corner J.T. Orr Kyle Regetz |

|          |          |                  |
| Grant 14 | Punti    | 16 McAdoo        |
| Grant 5  | Assist   | 4 Craft          |
| Ndour 6  | Rimbalzi | 9 McAdoo, Looney |

#### Consolation round
| Arbitri: | Tre Maddox Josue Nieves William Mensah |

|                  |          |             |
| Antetokounmpo 17 | Punti    | 20 Vaughn   |
| Grant 6          | Assist   | 7 Gutiérrez |
| Ledo 7           | Rimbalzi | 12 Eric     |